# Helenio Herrera
Helenio Herrera (sinh ngày 10 tháng 4 năm 1910 tại Buenos Aires, mất ngày 9 tháng 11 năm 1997 tại Venice) là cầu thủ bóng đá người Pháp-Argentina và cũng là một huấn luyện viên.
Ông là huấn luyện viên đầu tiên từng huấn luyện 3 đội tuyển quốc gia. Ông giành được 16 danh hiệu với tất cả các CLB (4 vô địch TBN, 2 vô địch cup quốc gia TBN, 3 vô địch Italia, 2 C1, 2 Liên Lục Địa, 1 Quốc gia Italia, 2 UEFA Cup). Trước khi dẫn dắt Inter, Herrera từng là huấn luyện viên của Atletico Madrid và Barcelona, nhưng sau khi bất đông với Kubala của Barca, ông đã chuyển sang Inter. Và nơi đây, ông đã đạt đến tột đỉnh vinh quang trong sự nghiệp của mình. 2 Cúp C1, 2 Scudetto là điều không dễ gì làm được.

## Sự nghiệp
Vài năm trước khi ông qua đời, Herrera từng cười khoái trá khi nói chuyện với một phóng viên Anh: "Mọi người chỉ trích catenaccio, người Anh chỉ trích nhiều nhất, nhưng tôi nhớ là Wright đã chơi ở vai trò trung vệ quét". Herrera không nói rõ hậu vệ họ Wright nào, có thể là cả Mark Wright ở World Cup 1990 và Billy Wright của ĐTQG Anh vào thập niên 1950.

## Danh hiệu
- Atlético Madrid

1. 1950 - Vô địch La Liga
2. 1951 - Vô địch La Liga

- F.C. Barcelona

1. 1959 - Vô địch La Liga
2. 1959 - Cúp Nhà vua Tây Ban Nha
3. 1959 - Cúp UEFA
4. 1960 - Vô địch La Liga
5. 1960 - Cúp UEFA
6. 1981 - Cúp Nhà vua Tây Ban Nha

- F.C. Internazionale Milano

1. 1963 - Vô địch Serie A
2. 1964 - Cúp C1
3. 1964 - Cúp liên lục địa
4. 1965 - Vô địch Serie A
5. 1965 - Cúp C1
6. 1965 - Cúp liên lục địa
7. 1966 - Vô địch Serie A

- A.S. Roma

1. 1969 - Coppa Italia